# هابیل و قابیل

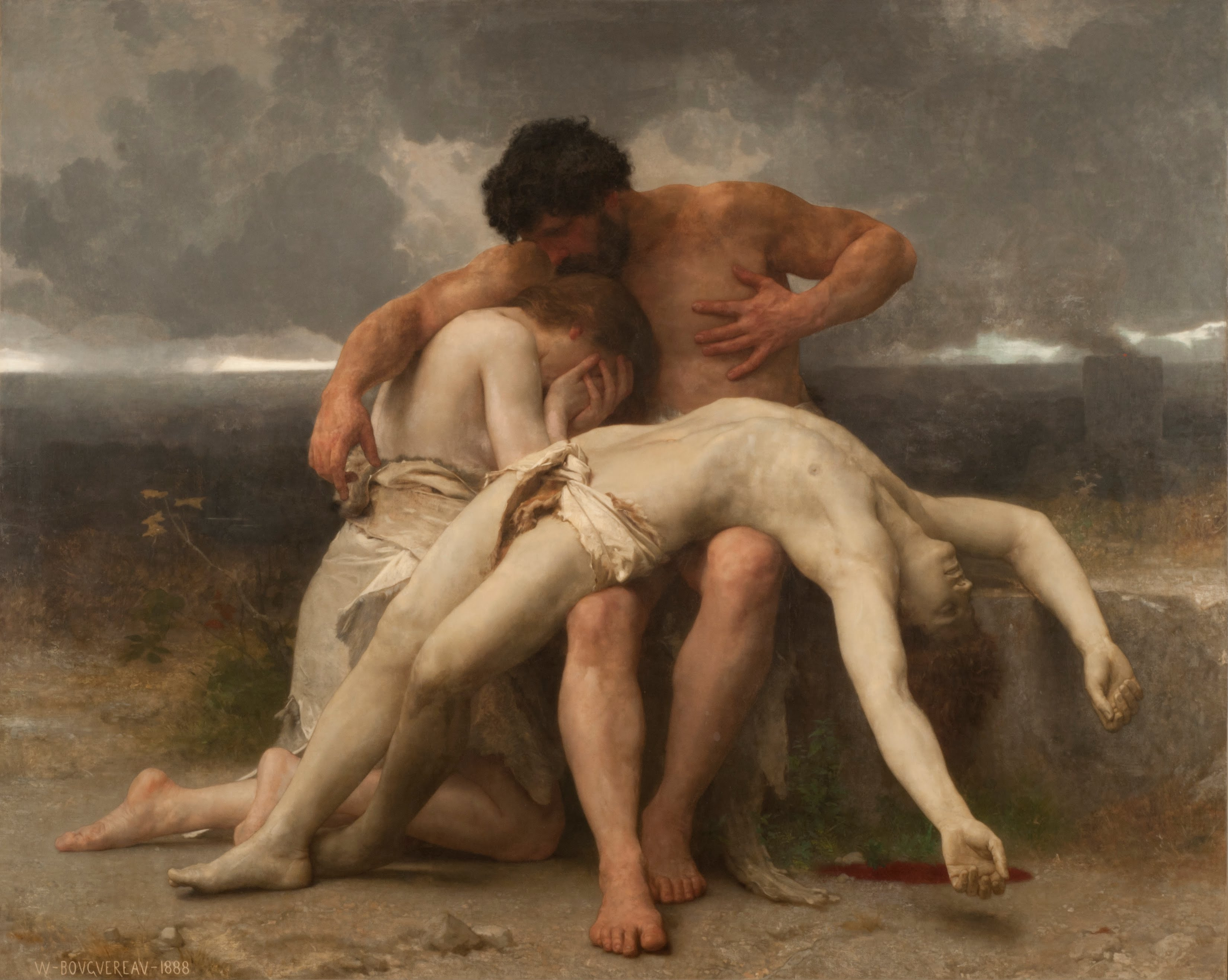
نخستین سوگواری، اثری از ویلیام-آدولف بوگرو

هابیل و قائن پسران آدم و حوا در سفر پیدایش در تنخ هستند. مطابق روایت پیدایش، این دو برادر هدایا و قربانی‌هایی به یهوه تقدیم کردند که هدیهٔ هابیل پذیرفته و هدیهٔ قائن رد شد؛ در نتیجه، قائن هابیل را کشت. یهوه به عنوان مجازات، قائن را از کار در مزرعه منع و او را آواره کرد. قائن در سرزمین نود، در شرق عدن، سکونت گزید. او آنجا زن گرفت و صاحب فرزندی به نام خنوخ شد. قرآن، قتل یکی از پسران آدم و حوا توسط دیگری را روایت کرده اما از آن‌ها نامی نبرده‌است. با این حال، اکثر منابع اسلامی بعدی، نام این دو پسر را هابیل و قابیل ذکر کرده‌اند.
داستان هابیل و قائن نمونه‌های مشابه زیادی در اساطیر سومری دارد؛ معروف‌ترین این داستان‌ها، دربارهٔ رقابت خدای چوپانان تموز با خدای زراعت انکیمدو برای جلب نظر الهه عشق و رابطه جنسی اینانا است؛ در آن قصه نیز تموز و انکیمدو با یکدیگر درگیر می‌شوند و نهایتاً تموز به پیروزی می‌رسد و نظر اینانا را جلب می‌کند. هم داستان هابیل و قائن و هم نمونه‌های سومری آن، ریشه در رقابت کشاورزان و چوپانان در سال‌های آغازین تمدن دارد که به شکل قصه‌های این چنینی در خاطر مردم خاورمیانه باستان باقی مانده‌اند.

## پیرامون واژه

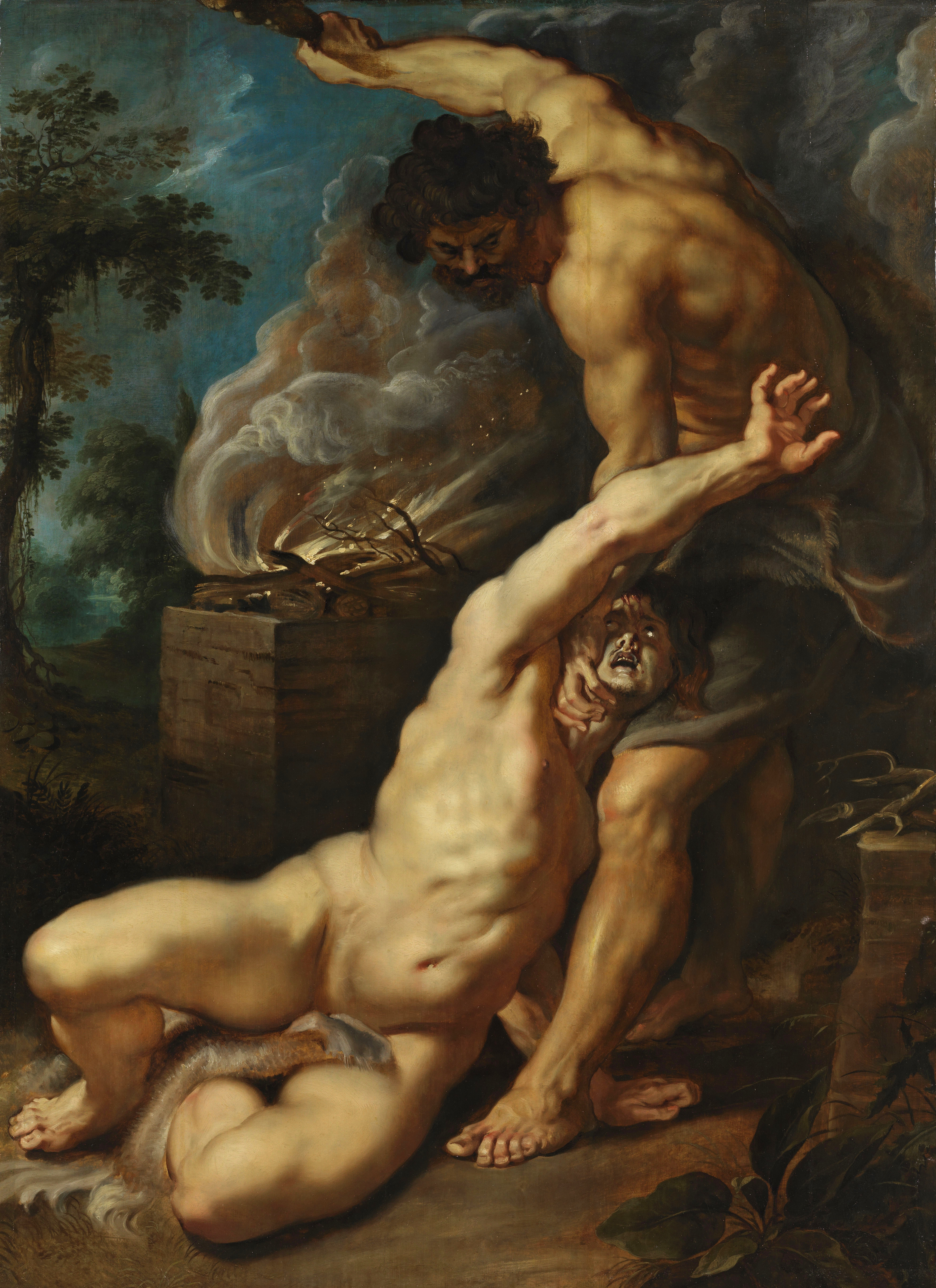
قائن هابیل را می‌کشد، از پیتر پل روبنس، c. ۱۶۰۰

وجه تسمیه‌ای که در تورات دربارهٔ نام قائن وجود دارد صحیح نیست. در زمان تولد قائن، حوا می‌گوید «مردی حاصل (قنیتی) نمودم» و به همین جهت قائن (حاصل‌شده) نام گرفت. در لغت، قائن احتمالاً به معنای «آهنگر» یا «نی» و «نیزه» است. این نام همچنین به قنی‌ها، از اقوام چادرنشین در داستان‌های تنخ که احتمالاً آهنگر بوده‌اند، شباهت دارد. به نظر می‌رسد نام او به یکی از خدایان شمال عربستان باستان ارتباط دارد و در کتیبه‌های آن منطقه، نام‌هایی چون «عبد قائن» نیز دیده شده‌است. به معنای نام هابیل اشاره‌ای نشده‌است اما ممکن است در عبری به معنای «تهی» بوده باشد که توصیف‌کننده سرانجام اوست. مطابق فرضیه‌ای دیگر، نام هابیل به معنای «تنفس» است. ارتباط این نام با ایبلو در اکدی و ابل در عربی (شتر) چندان محتمل نیست. در پنج آیه اولیه، اسامی اینان با ترتیب قائن، هابیل؛ هابیل، قائن؛ و قائن، هابیل در متن دیده می‌شود که به نوعی پررنگ‌کننده رقابت میان برادران است.

## منبع‌شناسی
سرگذشت هابیل و قائن در تنخ در باب ۴ سفر پیدایش روایت شده‌است. سفر پیدایش اولین کتاب از پنج کتاب تورات و به‌طور کلی اولین کتاب در مجموعه کتاب مقدس است. در نظر اکثر پژوهشگران، پیدایش در دوره هخامنشی (۵۵۰ – ۳۳۰ قبل از میلاد) نوشته شده‌است. با این وجود، اقلیت قابل توجهی از محققان اعتقاد دارند که ۱۱ باب ابتدایی سفر پیدایش (از آفرینش تا پایان طوفان) محصول دوره‌ای متاخرتر است زیرا در سایر بخش‌های تنخ به شخصیت‌های این باب‌ها اشاره‌ای نشده‌است؛ احتمالاً این قسمت‌ها را افزوده‌اند تا نقش مقدمه‌ای بر کتاب داشته باشد.
داستان هابیل و قائن در ادامه داستان آدم و حوا روایت شده و آیات ۱ تا ۱۸ باب ۴ سفر پیدایش به آن اختصاص داده شده‌است؛ در واقع، آیات ۴:۱ تا ۶:۴ نقش متصل‌کننده داستان آفرینش به داستان نوح را دارند زیرا داستان طوفان نوح «آفرینش معکوس» است. دو مضمون اصلی این آیات، رشد جمعیت و تمدن و رشد و شکل‌گیری گناه است و روی هم، طوفان و نابودی را توجیه می‌کنند. مطابق فرضیه مستند، داستان هابیل و قائن مانند داستان آدم و حوا، از منبع جی وارد تورات شده‌است.

## روایت کتاب مقدس

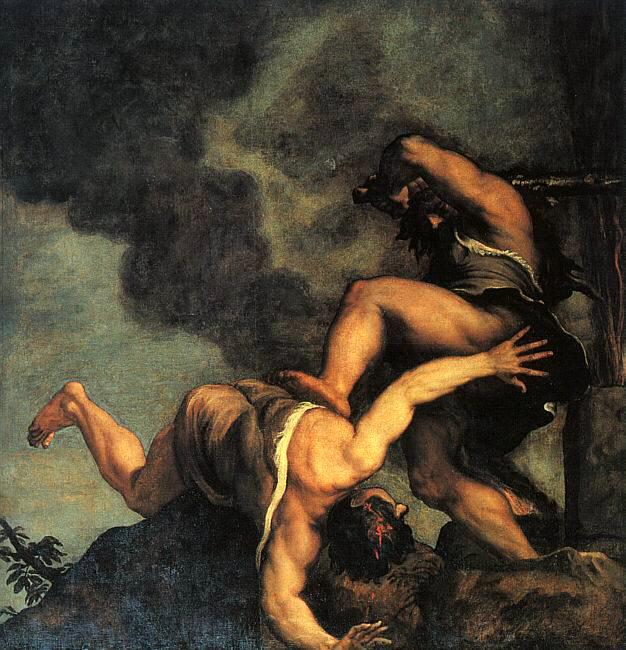
قائن و هابیل، اثری قرن شانزدهمی از تیسین

بعد از اینکه یهوه الوهیم آدم و حوا را در باب ۳ سفر پیدایش از باغ عدن بیرون کرد، آنان به زمین فرستاده شده و آنجا با یکدیگر آمیزش کرده و اولین فرزندشان را قائن نام نهادند. حوا دوباره حامله شد و پسری زایید که او را هابیل نامیدند. هابیل به پرورش گوسفندان مشغول شد و قائن زراعت پیشه کرد. اغلب پسران کوچک در تنخ (مثل داوود) به پرورش گوسفندان مشغول هستند. مدتی بعد، اینان به یهوه (تا قبل از این نقطه، خدای داستان یهوه الوهیم نامیده می‌شد اما از اینجا به بعد در باب ۴ تنها یهوه نام دارد) هدیه‌ای پیشکش کردند؛ پیشکش قائن محصولات زمین و پیشکش هابیل اولین بره‌های تازه‌متولدشده گله و پی آن‌ها بود. یهوه هدیه هابیل را پذیرفت اما بدون مشخص نمودن دلیل، هدیه قائن را رد کرد. تنها تفاوتی که در متن دیده می‌شود این است که هدیه هابیل «اولین» بره‌ها بود و قائن فقط محصولات (نه اولین محصولات) را پیشکش کرد. در اثر این اتفاق، قائن عصبانی شد و یهوه به او گفت: «چرا عصبانی شدی؟ چرا چهره‌ات را پایین انداختی؟ آیا اگر نیکویی می‌کردی، مقبول نمی‌شدی؟» این صحبت یهوه به آنچه در ۲:۱۶ برای مجازات حوا گفته شد، از نظر ادبی شباهت دارد.
به همین جهت قائن که حسادت در او برانگیخته شده بود، پس از صحبت با هابیل، او را در صحرا کشت. اشاره‌ای به حسادت قائن و شیوه قتل در متن سفر پیدایش نشده‌است. سپس خدا از او پرسید: «برادرت کجاست؟» قائن پاسخ داد: «نمی‌دانم؛ مگر من محافظ برادرم هستم؟» خدا گفت: «چه کردی؟ بشنو که خون برادرت از روی زمین به سمت من فریاد می‌کشد!». سوالات یهوه از قائن نیز به لحاظ ادبی شبیه به بازجویی آدم و حوا در ‎۲:۹–۱۹ است. در نتیجه قتل هابیل، یهوه قائن را نفرین کرد و این نفرین آن بود که دیگر نتواند زراعت کند و آواره شود. تبعید در جوامع باستانی مجازات جایگزینی برای قتل محسوب می‌شده و نمونه‌اش در باب ۱۴ کتاب دوم سموئیل یافت می‌شود. قائن پاسخ داد: «مجازاتم از توانم خارج است! امروز مرا از خاک راندی و از دید تو پنهان خواهم شد؛ آواره‌ای خواهم شد که هر که مرا بیابد ممکن است مرا بکشد.» یهوه گفت: «چنین نخواهد شد! هر کس قائن را بکشد هفت برابر انتقام گرفته شود.» و بر روی قائن علامتی گذاشت تا هر کس قائن را می‌بیند او را نکشد. این مشابه علامتی است که برده‌داران بر روی برده خود می‌گذاشتند.
قائن رفت و در سرزمین نود، در شرق عدن، ساکن شد. آنجا زنی گرفت و صاحب فرزندی به نام خنوخ شد. سپس به سرنوشت فرزندان او اشاره شده‌است که راوی می‌گوید تمدن از اینان پدید آمد. اینکه تمدن را به فرزندان قائن نسبت داده‌اند، نشان می‌دهد که نویسندگان احتمالاً تصور می‌کردند تمدن به شرارت آلوده‌است اما این مسئله به‌طور دقیق مشخص نیست. مانند تورات، افسانه‌های بین‌النهرینی نیز مطالب مشابهی دربارهٔ پیدایش تمدن ذکر کرده‌اند. شجره‌نامه‌ای که برای قائن ذکر شده (و ریشه در منبع جی دارد) با شجره‌نامه‌ای که در باب ۵ برای شیث نوشته شده (و ریشه در منبع پی دارد) در هم آمیخته‌است و اسامی یکسان در آن‌ها دیده می‌شود.
روی هم رفته، مضمون این داستان، مشابه قصه آدم و حوا، تجاوز از حدود تعیین‌شده‌است و روند گناه، با انجام اولین قتل ادامه پیدا می‌کند. در این قصه، برادر کوچک‌تر، محبوب‌تر است و این مضمونی است که در داستان‌های بعدی سفر پیدایش (اسحاق، یعقوب، یوسف و افرایم بر برادران بزرگ خود سروری یافتند) بارها تکرار می‌شود. باب ۴ با تولد شیث به پایان می‌رسد.

## در افسانه‌های سومری

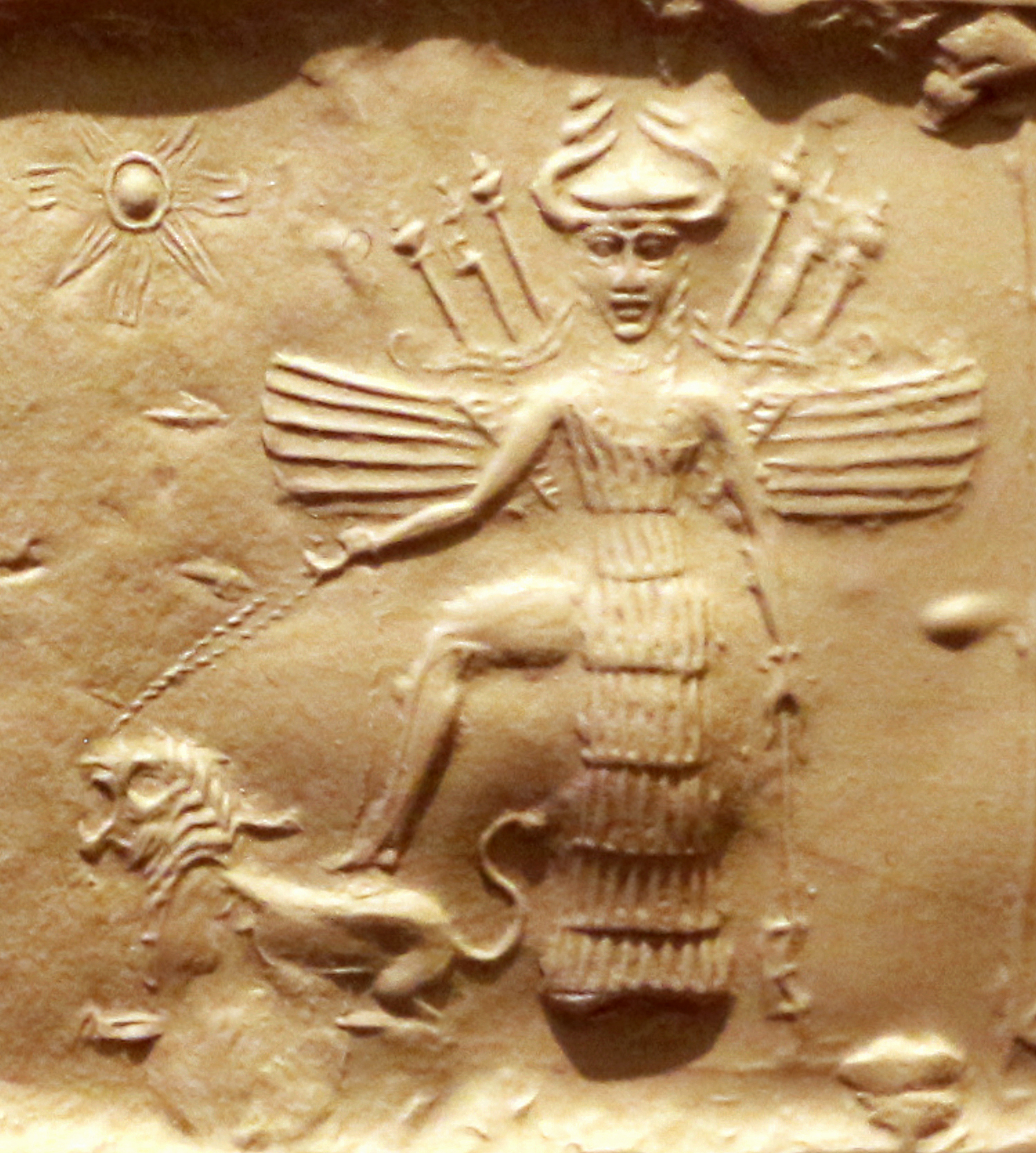
اینانا در مهری اکدی از ۲۳۵۰–۲۱۵۰ سال قبل از میلاد.

در اساطیر سومری داستان‌هایی یافت می‌شوند که با قصه هابیل و قائن شباهت دارد. یکی از این داستان‌ها دربارهٔ رقابت تموز (خدای چوپانان) با انکیمدو (خدای زراعت) برای جلب نظر اینانا (ایزدبانوی عشق و رابطه جنسی) است. در این داستان، تموز و انکیمدو با یکدیگر درگیر می‌شوند و نهایتاً تموز به پیروزی می‌رسد و نظر اینانا را جلب می‌کند. افسانه مشابه دیگر، انلیل خدای زارع را انتخاب می‌کند، نام دارد. به گفته این روایت، خدای چوپان امش و خدای زارع انتن با یکدیگر به اختلاف می‌خورند و اختلاف خود را نزد انلیل، خدای اعظم، می‌برند تا او قضاوت کند کدام یک از اینان برتر است؛ انلیل رای به برتری آنتن (زارع) می‌دهد. هم داستان هابیل و قائن و هم داستان‌های سومری، در واقع بازتاب‌دهنده رقابتی هستند که در آغاز بر سر استفاده از زمین‌های قابل کشت میان چوپانان و زارعان وجود داشته‌است.

## در اسلام
قرآن به پسران آدم و حوا با نام «ابنی آدم» اشاره کرده اما نامی از آن‌ها نبرده‌است. داستان قرآنی از این قرار است که پسران آدم به الله قربانی پیشکش کردند و قربانی یکی از آنان پذیرفته شد و دیگری نه؛ پس حسادت در او شعله کشید و برادرش را کشت. قرآن همچنین می‌گوید چگونه الله کلاغی فرستاد تا به او نحوه دفن برادرش را آموزش دهد و این بخش نشان می‌دهد منبع روایت قرآن تورات نبوده بلکه ریشه در متون متاخرتر آگادا و میدراش دارد. قرآن از این قصه برای ممنوع‌کردن قتل استفاده می‌کند که بی‌هیچ تردیدی آن را به صورت غیرمستقیم از میشنا الهام گرفته‌است:
| میشنا، سنهدرین، ۴:۵                                                                                                | مائده، ۳۲ |
| --- | --- |
| گرفتن جان فردی بی‌گناه به اندازه قتل تمام انسان‌ها بد است؛ نجات جان یک فرد به اندازه نجات تمام انسان‌ها کاری نیک است. | و بدین‌سبب بر بنی‌اسرائیل مکتوب کردیم که هرکس یک انسان را در جز در برابر [قصاصِ] نفس یا فساد در روی زمین بکشد مانند این است که همه انسان‌ها را کشته باشد و هر کس که انسانی را زنده کند، مانند این است که همه انسان‌ها را زنده کرده باشد… |

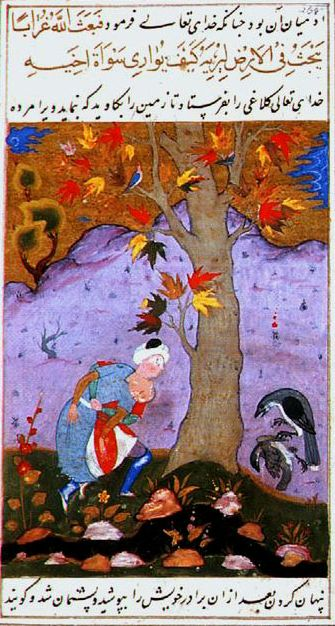
قابیل هابیل را دفن می‌کند. مینیاتوری از قصص الانبیاء به زبان فارسی

تعدادی از نویسندگان پسا قرآنی مسلمان با داستان کتاب مقدس به خوبی آشنا بوده‌اند. آنان نام پسران آدم را در اغلب موارد هابیل و قابیل ذکر کرده‌اند. ابن قتیبه دینوری در المعارف خلاصه‌ای از باب ۴ سفر پیدایش را نقل‌قول کرده‌است. طبری و ابن اسحاق نیز به آیات ۹ تا ۱۶ باب چهارم اشاراتی داشته‌اند. اینان با پیروی از قرآن و کتاب مقدس رد شدن هدیه را دلیل کافی برای برادرکشی نیافته‌اند و کیفیت پایین میوه‌های قابیل را دلیل اینکه الله او را رد کرد، محسوب کرده‌اند. به‌طور کلی، نویسندگان مسلمان به مطالب افسانه‌های موجود در آگادا و کتاب سریانی غار گنجینه‌ها، نسبت به خود کتاب مقدس که مطالبش محدود و پراکنده هستند، تمایل بیشتری نشان داده‌اند و تلاش کرده‌اند کمبودهای داستان را برطرف کنند. به عنوان مثال، ابن اسحاق داستانی را روایت کرده مبنی بر اینکه آدم و حوا دخترانی هم داشتند که همزاد هابیل و قابیل بودند و قرار بود هر کدام با دیگری ازدواج کند؛ قابیل که خواهر همزاد هابیل را نمی‌پسندید، از الله خواست که میان ایشان قضاوت کند و او درخواستش را رد کرد. حدیثی به جعفر صادق هم از سوی ثعالبی نسبت داده شده که بخش ازدواج با خواهر همزاد دیگری را حذف کرده و پیام زرتشتی‌ستیزانه آن آشکار است.
در منابع اسلامی همچنین مطالب مختلفی دربارهٔ آلت قتل یا نحوه کشته‌شدن هابیل هم یافت می‌شود. یک روایت می‌گوید قابیل او را با تبر نجاری گردن زد اما روایت دیگر بر آن است که زمانی که هابیل به خواب رفته بود، قابیل سنگ بزرگی را بر سر او کوبید. داستان‌های مشابه دیگری هم از این قبیل وجود دارد. مسلمین همچنین افسانه کشته شدن قابیل توسط لمک، که جروم هم به آن اشاره کرده، را نیز روایت کرده‌اند. مانند سایر مطالب کتاب مقدس، افسانه‌های اسلامی دربارهٔ هابیل و قابیل نیز بر مطالب یهودی ادوار بعدی تأثیر گذاشته‌اند.